# Тарнавський Михайло Васильович
Миха́йло Васи́льович Тарнавський (псевдо: «Гроза»; нар. 1922, с. Садки, нині Івано-Франківський район, Івано-Франківська область — пом. 3 червня 1946, біля с. Кінчаки, нині Івано-Франківський район, Івано-Франківська область) — український військовик, поручник УПА, сотенний відділу 75 «Звірі» куреня «Смертоносці» в ТВ-22 «Чорний ліс».

## Життєпис
В УПА з весни 1944 р. Чотовий сотні «Звірі» (1944—1945) куреня УПА «Смертоносці» ТВ-22 «Чорний ліс», з літа 1945 р. — командир цієї сотні. Після реорганізації Тактичного Відтинку «Чорний Ліс», у травні 1945 року, сотня перейменована у «Відділ 75».
Загинув у бою під час облави МДБ у Глухівському лісі біля с. Кінчаки Нові. Тіло забрали в райцентр Жовтень.

## Звання
Наказом ГВШ УПА ч. 3/45 від 10 жовтня 1945 р. підвищений до звання булавного. Наказом ГК УПА від 16 липня 1946 р. надане звання поручника з дня 1 січня 1946 р. 